# Левіти
Леві́ти, леви́ти (від івр. לֵוִי — Леві) — одне з племен (колін) Ізраїлевих. За Книгою Буття, нащадки Левія — 3-го сина Якова (יַעֲקֹב), які не були нащадками Аарона; одне з 13 колін (племен) Ізраїлю, коліно священнослужителів (Від одинадцяти синів Якова пішли племена, які носили імена цих синів. Однак в Ізраїлі не було племені Йосипа. Натомість існувало два племені, названих на честь його синів, Єфрема і Манасії, які також вважалися повноправними головами племен. Отже, загальна кількість Ізраїлевих племен становила 13).На відміну від інших 12 колін, при завоюванні Палестини їм не була виділена земля, але інші коліна платили їм десятину.

## Прізвища
Зі словом левіт (Леві) пов'язано багато єврейських прізвищ:
- Леві
- Левін
- Левінзон
- Левітан
- Ліфшиц